# Цеттемін
Цеттемін (нім. Zettemin) — громада в Німеччині, розташована в землі Мекленбург-Передня Померанія. Входить до складу району Мекленбургіше-Зенплатте. Складова частина об'єднання громад Штафенгаген.
Площа — 18,79 км2. Населення становить 268 ос. (станом на 31 грудня 2020).

## Галерея

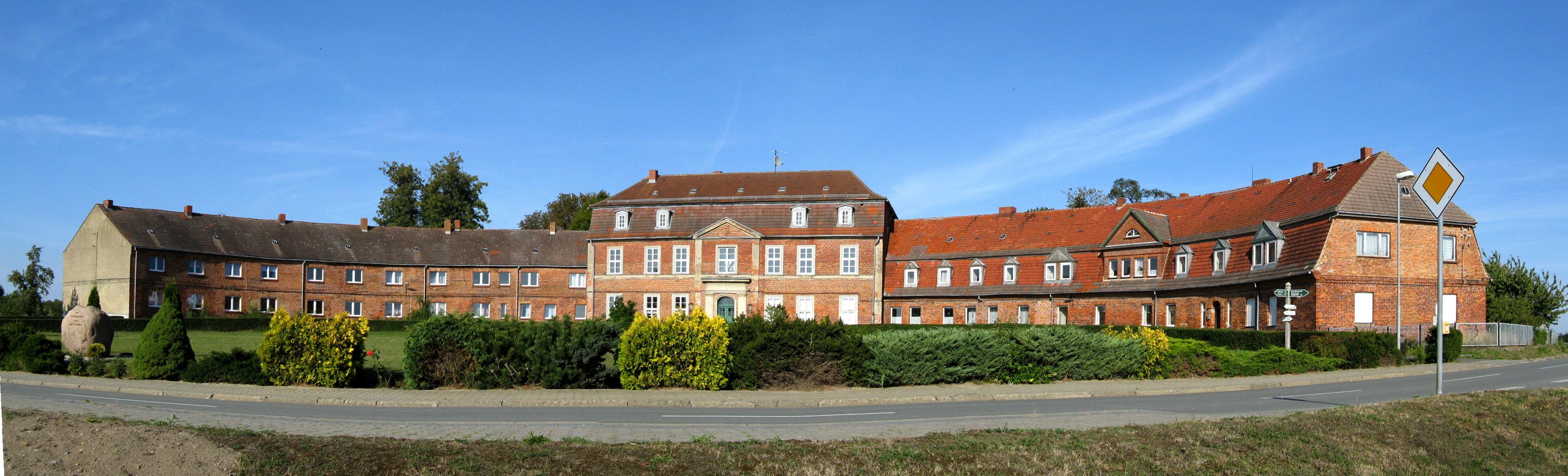
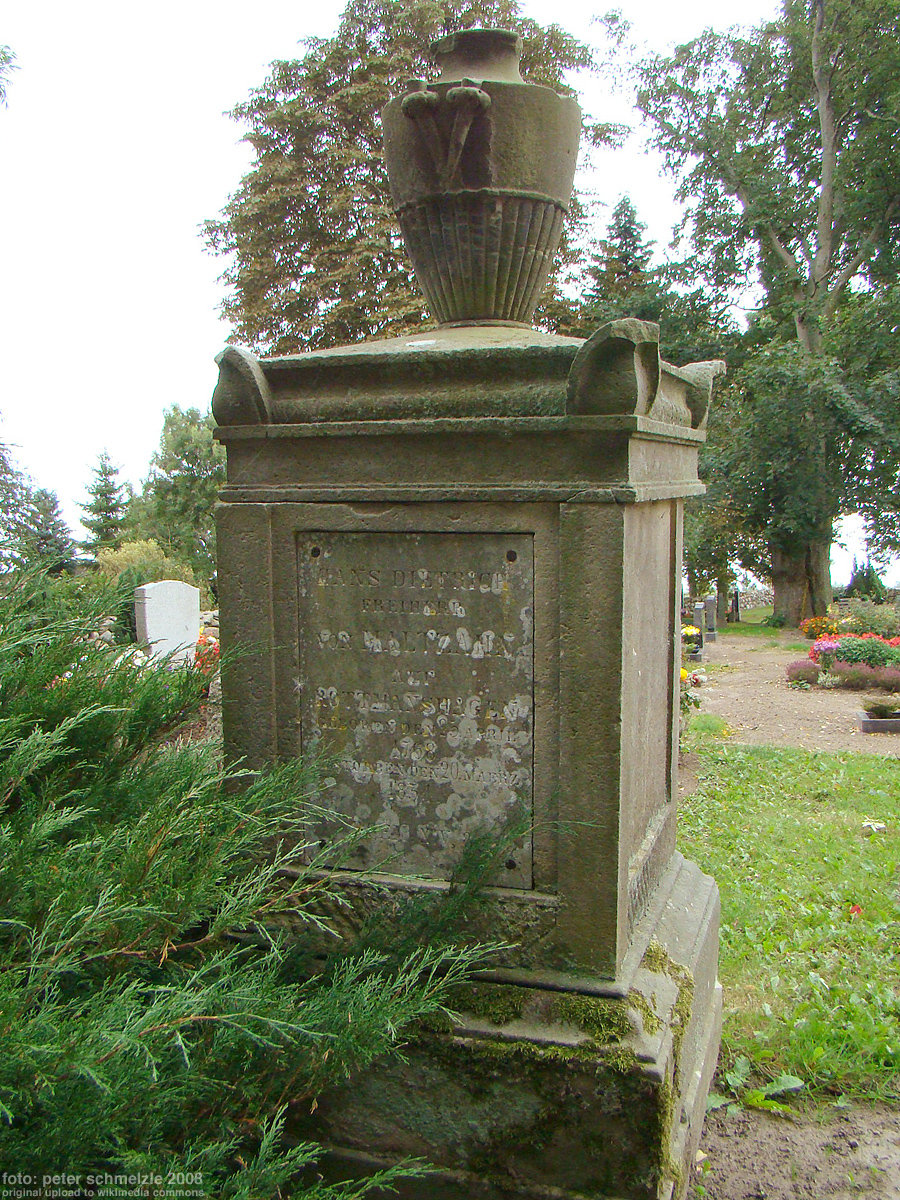